# Mitsubishi K3M
Il Mitsubishi K3M, indicato anche Addestratore per la Marina Tipo 90 (九〇式機上作業練習機?) in base alle convenzioni di designazione allora vigenti, e al quale venne assegnato il nome in codice alleato Pine, fu un aereo da addestramento monomotore monoplano ad ala alta a gabbiano sviluppato dall'azienda aeronautica giapponese Mitsubishi negli anni trenta ed impiegato principalmente dalla Dai-Nippon Teikoku Kaigun Kōkū Hombu, il servizio aeronautico della Marina imperiale giapponese, tra il periodo interbellico fino alla seconda guerra mondiale.
Destinato alla formazione degli equipaggi venne prodotto, anche nella versione da trasporto leggero, oltre che dalla Mitsubishi anche da Aichi Tokei Denki e Watanabe Tekkōjo ed adottato anche dal Dai-Nippon Teikoku Rikugun Kōkū Hombu, la componente aerea dell'Esercito Imperiale Giapponese, con la designazione di Ki-7.

## Storia del progetto
Nel 1928 la Mitsubishi decise di sviluppare su iniziativa privata un nuovo velivolo da proporre alla Marina Imperiale per le scuole di volo da impiegare nella formazione dei nuovi equipaggi. L'azienda giapponese, che dal 1921 si avvaleva della collaborazione di un gruppo di lavoro proveniente dalla britannica Sopwith Aviation Company, affidò il progetto all'ingegner Herbert Smith il quale disegnò l'M-13, un velivolo convenzionale realizzato con struttura in legno caratterizzato da una configurazione ad ala di gabbiano posizionata alta sulla fusoliera e carrello fisso. Il progetto però non riscosse l'interesse della Marina Imperiale ed il suo sviluppo venne interrotto ancor prima di realizzarne un prototipo.
Tuttavia un anno più tardi, nel 1929, la direzione della Marina Imperiale manifestò alla Mitsubishi l'esigenza di dotarsi di un nuovo modello. Basandosi sull'esperienza dell'M-13 venne progettato un nuovo velivolo caratterizzato dalla costruzione in tecnica mista, struttura in tubi saldati ricoperta da tela trattata, e configurazione con ala alta a parasole. Il prototipo, che assunse la designazione aziendale 4MS1, era equipaggiato con un motore 8 cilindri raffreddato a liquido prodotto su licenza Hispano-Suiza dalla Mitsubishi e capace di erogare 340 CV. Il modello, designato K3M dalla marina imperiale, venne portato in volo per la prima volta nel maggio 1930 ma in fase di collaudo si rivelò instabile. Dopo la costruzione di un secondo prototipo, sostanzialmente simile al precedente, dove le modifiche introdotte si rivelarono inefficaci per risolvere il problema, nei successivi due venne adottata una nuova ala a gabbiano con la quale il modello acquisì un volo più stabile. Ciò nonostante i prototipi soffrivano anche di un problema relativo alla motorizzazione. Il propulsore tendeva a surriscaldarsi e trasmetteva alla struttura delle pericolose vibrazioni. La marina imperiale, che si era comunque dichiarata interessata, chiese allora di sostituire il propulsore prima di avviarne la produzione in serie con un Hitachi Amakaze, un radiale in grado di fornire 340 CV.
Una volta in produzione, il velivolo così modificato assunse da designazione K3M2 per differenziarlo con il precedente, che assunse quella di K3M1, o secondo un'altra convenzione "aereo da addestramento della Marina Tipo 90 modello 1".

## Versioni
K3M1
versione iniziale destinata ai test.
K3M2 (Aereo da addestramento della Marina Tipo 90 modello 1)
versione iniziale di produzione in serie destinata alla marina imperiale.
K3M3 (Aereo da addestramento della Marina Tipo 90 modello 2)
versione finale di produzione in serie destinata alla marina imperiale.
K3M3-L
versione da trasporto tattico leggero destinata alla marina imperiale.
Ki-7
versione proposta alla componente aerea dell'esercito imperiale, realizzata in due esemplari.
MS-1
versione da trasporto civile.

## Utilizzatori
Giappone
- Dai-Nippon Teikoku Kaigun Kōkū Hombu